# Deutsche Jugendmeisterschaft (Fußball)
Seit 1969 werden im Fußball deutsche Jugendmeisterschaften ausgespielt. Zunächst gab es nur einen Wettbewerb für die männliche A-Jugend. Später kam auch ein Wettbewerb für die männliche B-Jugend hinzu. Im Jahre 2000 wurde erstmals ein deutscher Meister der weiblichen B-Jugend gekürt.

## Modus

### Männliche A-Jugend
Es qualifizieren sich die Meister der drei A-Junioren-Bundesligastaffeln sowie der Vizemeister derjenigen Staffel, die in den drei vorhergehenden Endrunden die erfolgreichsten Teilnehmer stellte. Das Halbfinale wird in Hin- und Rückspiel, das Finale in einem Spiel ausgetragen.

### Männliche B-Jugend
Der Modus der zur Saison 2007/08 eingeführten B-Junioren-Bundesliga ist identisch mit dem der A-Jugend.

### Weibliche B-Jugend
Der Modus der zur Saison 2012/13 eingeführten B-Juniorinnen-Bundesliga entspricht dem der männlichen Jugendmeisterschaften.

## Bisherige Titelträger
| Jahr   | A-Junioren           | B-Junioren               | B-Juniorinnen            |
| ------ | -------------------- | ------------------------ | ------------------------ |
| 1969   | VfL Bochum           | –                        | –                        |
| 1970   | Hertha Zehlendorf    | –                        | –                        |
| 1971   | 1. FC Köln           | –                        | –                        |
| 1972   | MSV Duisburg         | –                        | –                        |
| 1973   | VfB Stuttgart        | –                        | –                        |
| 1974   | 1. FC Nürnberg       | –                        | –                        |
| 1975   | VfB Stuttgart        | –                        | –                        |
| 1976   | FC Schalke 04        | –                        | –                        |
| 1977   | MSV Duisburg         | Eintracht Frankfurt      | –                        |
| 1978   | MSV Duisburg         | FC Schalke 04            | –                        |
| 1979   | Stuttgarter Kickers  | Blau-Weiß 90 Berlin      | –                        |
| 1980   | SV Waldhof Mannheim  | Eintracht Frankfurt      | –                        |
| 1981   | VfB Stuttgart        | Borussia Mönchengladbach | –                        |
| 1982   | Eintracht Frankfurt  | SG Wattenscheid 09       | –                        |
| 1983   | Eintracht Frankfurt  | 1. FC Kaiserslautern     | –                        |
| 1984   | VfB Stuttgart        | Borussia Dortmund        | –                        |
| 1985   | Eintracht Frankfurt  | VfL Bochum               | –                        |
| 1986   | Bayer 04 Leverkusen  | VfB Stuttgart            | –                        |
| 1987   | Bayer Uerdingen      | Bayer Uerdingen          | –                        |
| 1988   | VfB Stuttgart        | Hertha Zehlendorf        | –                        |
| 1989   | VfB Stuttgart        | FC Bayern München        | –                        |
| 1990   | VfB Stuttgart        | 1. FC Köln               | –                        |
| 1991   | VfB Stuttgart        | Eintracht Frankfurt      | –                        |
| 1992   | 1. FC Kaiserslautern | Bayer 04 Leverkusen      | –                        |
| 1993   | FC Augsburg          | Borussia Dortmund        | –                        |
| 1994   | Borussia Dortmund    | VfB Stuttgart            | –                        |
| 1995   | Borussia Dortmund    | VfB Stuttgart            | –                        |
| 1996   | Borussia Dortmund    | Borussia Dortmund        | –                        |
| 1997   | Borussia Dortmund    | FC Bayern München        | –                        |
| 1998   | Borussia Dortmund    | Borussia Dortmund        | –                        |
| 1999   | Werder Bremen        | VfB Stuttgart            | –                        |
| 2000   | Bayer 04 Leverkusen  | Hertha BSC               | 1. FFC Turbine Potsdam   |
| 2001   | FC Bayern München    | FC Bayern München        | DFC Eggenstein           |
| 2002   | FC Bayern München    | FC Schalke 04            | FC Gütersloh 2000        |
| 2003   | VfB Stuttgart        | Hertha BSC               | 1. FFC Turbine Potsdam   |
| 2004   | FC Bayern München    | VfB Stuttgart            | 1. FFC Turbine Potsdam   |
| 2005   | VfB Stuttgart        | Hertha BSC               | 1. FFC Turbine Potsdam   |
| 2006   | FC Schalke 04        | TSV 1860 München         | 1. FFC Turbine Potsdam   |
| 2007   | Bayer 04 Leverkusen  | FC Bayern München        | FCR 2001 Duisburg        |
| 2008   | SC Freiburg          | TSG 1899 Hoffenheim      | 1. FFC Turbine Potsdam   |
| 2009   | 1. FSV Mainz 05      | VfB Stuttgart            | 1. FFC Turbine Potsdam   |
| 2010   | Hansa Rostock        | Eintracht Frankfurt      | 1. FFC Turbine Potsdam   |
| 2011   | VfL Wolfsburg        | 1. FC Köln               | 1. FFC Turbine Potsdam   |
| 2012   | FC Schalke 04        | Hertha BSC               | TSG 1899 Hoffenheim      |
| 2013   | VfL Wolfsburg        | VfB Stuttgart            | FC Bayern München        |
| 2014   | TSG 1899 Hoffenheim  | Borussia Dortmund        | FC Bayern München        |
| 2015   | FC Schalke 04        | Borussia Dortmund        | 1. FFC Turbine Potsdam   |
| 2016   | Borussia Dortmund    | Bayer 04 Leverkusen      | 1. FFC Turbine Potsdam   |
| 2017   | Borussia Dortmund    | FC Bayern München        | FC Bayern München        |
| 2018   | Hertha BSC           | Borussia Dortmund        | VfL Wolfsburg            |
| 2019   | Borussia Dortmund    | 1. FC Köln               | VfL Wolfsburg            |
| 2020 1 | kein Titelträger     | kein Titelträger         | kein Titelträger         |
| 2021 1 | kein Titelträger     | kein Titelträger         | kein Titelträger         |
| 2022   | Borussia Dortmund    | FC Schalke 04            | Hamburger SV             |
| 2023   | 1. FSV Mainz 05      | Arminia Bielefeld        | Bayer 04 Leverkusen      |
| 2024   | TSG 1899 Hoffenheim  | Borussia Dortmund        | Borussia Mönchengladbach |

## Rekordmeister

### Männliche A-Jugend
- VfB Stuttgart (10)
- Borussia Dortmund (9)
- FC Schalke 04 (4)
- MSV Duisburg, Eintracht Frankfurt, Bayer 04 Leverkusen, Bayern München (je 3)
- 1. FSV Mainz 05 (2)

### Männliche B-Jugend
- VfB Stuttgart, Borussia Dortmund (je 7)
- Bayern München (5)
- Eintracht Frankfurt, Hertha BSC (je 4)
- 1. FC Köln, FC Schalke 04 (je 3)
- Bayer 04 Leverkusen (2)

### Weibliche B-Jugend
- 1. FFC Turbine Potsdam (11)
- FC Bayern München (3)
- VfL Wolfsburg (2)

## Bemerkenswertes
- Bayer Uerdingen (heute KFC 05) gelang 1987 das erste Double (Meisterschaft bei der männlichen A- und B-Jugend)
- Borussia Dortmund schaffte zwei Doubles, Bayern München und Bayer Uerdingen je eines.
- Noch nie konnte ein Verein alle drei Meisterschaften gewinnen. 2007 stand Bayern München in allen drei Finalspielen, konnte jedoch nur die Meisterschaft der männlichen B-Jugend gewinnen.
- Borussia Dortmund gewann zwischen 1994 und 1998 fünfmal hintereinander die Meisterschaft der männlichen A-Jugend. Damit verbesserte man den Rekord des VfB Stuttgart, der von 1988 bis 1991 viermal in Folge den Titel holte.
- Bei der männlichen B-Jugend holte der VfB Stuttgart 1995 die erste Titelverteidigung. Erst 20 Jahre später konnte mit Borussia Dortmund ein zweiter Verein den Titel erfolgreich verteidigen.
- Der 1. FFC Turbine Potsdam schaffte es zwei Mal, viermal in Folge Meister der weiblichen B-Jugend zu werden.
- Meisterschaften der Jugendteams von Amateurvereinen sind eine Seltenheit. Bisher waren nur Hertha Zehlendorf, der FC Augsburg und Blau-Weiß 90 Berlin erfolgreich. Hertha Zehlendorf gelang sogar die Meisterschaft bei der männlichen A- und B-Jugend.
- Mit Werder Bremen konnte 1998 erstmals ein Verein aus dem Norden Deutschlands eine Junioren-Meisterschaft holen. Zuvor spielten die Nordvereine bestenfalls eine Nebenrolle.
- Bisher konnten erst zwei Vereine aus den „neuen Bundesländern“ einen Titel holen, wobei der 1. FFC Turbine Potsdam in der weiblichen B-Jugend mehrfach gewann, und bei den männlichen Jugendmannschaften holte der FC Hansa Rostock 2010 den ersten Titel in der A-Jugend.
- Spieler mit den meisten Jugendtiteln (jeweils 4): Felix Passlack, Dženis Burnić, Jan Binias, Patrick Fritsch, Sahin Kösecik (B-Jugend 2014, 2015, A-Jugend 2016, 2017), Arek Grad, Deniz Sahin (Borussia Dortmund) – B-Jugend (1993), A-Jugend (1994–1996); Paul Thomik (Bayern München) – B-Jugend (2001), A-Jugend (2001, 2002, 2004)
- Bevor der VfL Bochum 1969 erster offizieller Deutscher A-Jugend-Meister wurde, gab es mit Hamborn 07 im Jahr 1938 bereits einen Deutschen A-Jugend-Meister. Aufgrund der in der NS-Zeit fortschreitenden Entmachtung des DFB wurde dieser Wettbewerb von der Hitlerjugend veranstaltet. Die Mannschaft aus dem Duisburger Norden gewann im Finale am 28. August 1938 mit 2:1 gegen Franken Nürnberg vor 50.000 Zuschauern im Frankfurter Waldstadion. In den Wettbewerben ab 1939 durften keine Vereinsmannschaften mehr teilnehmen, sondern sogenannte „Bannmannschaften“, sozusagen Auswahlteams. Die weiteren Titelträger waren die Auswahlen Duisburg-Nord (1939), Oberhausen (1940), Herne (1941)[3], Essen (1942) und Magdeburg (1943). Für die Endrunde 1944 qualifizierten sich die Banne Bayreuth, Mannheim und Düsseldorf. Oberschlesien gegen Wien endete 1:1 n. V. und sollte wiederholt werden. Ob die Endrunde tatsächlich noch ausgetragen wurde, ist nicht bekannt.